# Фаафу
Атолл Фаафу (мальд. ނިލަންދެއަތޮޅު ދެކުނުބުރި), или атолл Северный Ниландхе, — административная единица Мальдивских островов. Она соответствует природному атоллу с таким же названием. Административный центр атолла Фаафу располагается на острове Ниландхоо.

## Административное деление
Хаа Алифу, Хаа Даалу, Шавийани, Ноону, Раа, Баа, Каафу и т. д. являются буквенными обозначениями, присвоенными современным административным единицам Мальдивских островов. Они не являются собственными названиями атоллов, которые входят в состав этих административных единиц. Некоторые атоллы разделены между двумя административными единицами, в другие административные единицы входят два или более атоллов. Порядок буквенных обозначений идет с севера на юг по буквам алфавита тана, который используется в языке дивехи. Эти обозначения неточны с географической и культурной точки зрения, однако популярны среди туристов и иностранцев, прибывающих на Мальдивы. Они находят их более простыми и запоминающимися по сравнению с настоящими названиями атоллов на языке дивехи (кроме пары исключений, как, например, атолл Ари).

## Обитаемые острова
В состав атолла Фаафу входят 6 островов, имеющих постоянное местное население: Билледхоо, Дхаранбоодхоо, Фееали, Филитхейо, Магоодхоо и Ниландхоо.

## История
Атолл обладает богатым археологическим материалом.
На острове Ниландхоо Тур Хейердал исследовал индуистский храм внушительных размеров, там же расположена и вторая старейшая мечеть на Мальдивах, первоначально построенная султаном Мохаммедом ибн Абдуллой в 1153—1166 годах.